# Forest Stewardship Council
Forest Stewardship Council (FSC) is een non-profitorganisatie met een hoofdkwartier in Bonn in Duitsland. De organisatie werd in 1993 in Toronto opgericht op initiatief van milieuorganisaties uit 25 landen. Anno 2010 wordt FSC ondersteund door het internationaal bedrijfsleven, overheden, maatschappelijke- en milieuorganisaties als World Wide Fund for Nature, Greenpeace en ICCO.

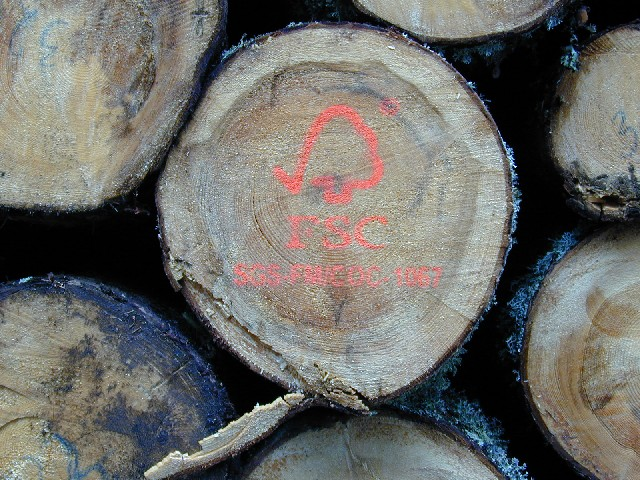
Het FSC-teken op gecertificeerd hout

De organisatie is opgericht om het verantwoord beheer van bossen te bevorderen, met name in tropische gebieden. De zogenaamde FSC-standaard (ook wel de principes en criteria genoemd) voor verantwoord bosbeheer brengt sociale, milieu- en economische belangen in balans. Bosbeheer conform deze standaard, met hieraan gekoppeld mogelijke hout- en papierproductie, beschermt bossen voor huidige en toekomstige generaties.
Het middel dat daarbij gebruikt wordt is het FSC-keurmerk, dat toegekend wordt aan hout, houtproducten en papier. Een houtbedrijf of een ander bedrijf dat FSC-gecertificeerd wil worden, het FSC-keurmerk wil gebruiken en FSC-gecertificeerde producten wil verwerken of verhandelen moet meewerken aan een audit door onafhankelijke certificeringsinstanties. Er wordt gewerkt met een chain of custody waarbij het hout van kap (in de gecertificeerde bossen) tot aan eindproduct gevolgd wordt. In sommige gevallen is een mate van bijmenging van niet-gecertificeerde producten toegestaan.
Iedere organisatie met een Chain of Custody registratie die FSC-gecertificeerde producten verwerkt of verhandelt moet een specifieke administratie bijhouden.
Het FSC-keurmerk is geen garantie van kwaliteit, het is enkel een bewijs dat het hout en papier (voornamelijk) komen uit bossen die beheerd worden conform de FSC-standaard. Deze standaard geldt internationaal gezien als een garantie voor verantwoord bosbeheer.
Uit onvrede over de eisen voor en de kosten van het FSC-keurmerk is de organisatie PEFC opgezet, als concurrent.